# União disjunta
Na teoria dos conjuntos, a união disjunta de dois (ou mais) conjuntos é um conjunto que "praticamente" contém cópias disjuntas dos conjuntos originais, e nada além disso.
Um exemplo trivial é quando A e B são disjuntos, quando a união disjunta pode ser dada pela união {\displaystyle A\bigcup B\,}.
Por outro lado, se {\displaystyle A\bigcap B\neq \varnothing \,}, pode-se "alterar" A e B, criando-se conjuntos disjuntos A0 e B1 de forma que a união disjunta seja {\displaystyle A_{0}\bigcup B_{1}\,}. Uma forma de fazer isto é construindo (pelo produto cartesiano) {\displaystyle A_{0}=A\times \{0\}\,} e {\displaystyle B_{1}=B\times \{1\}\,}.
De modo geral, seja {\displaystyle A_{i}\,} uma família de conjuntos (não necessariamente distintos) indexados por índices {\displaystyle i\in I\,}. Então a sua união disjunta é definida por:
{\displaystyle \coprod _{i\in I}A_{i}=\bigcup _{i\in I}(A_{i}\times \{i\})=\bigcup _{i\in I}\{(x,i):x\in A_{i}\}.}
Esta noção, na Teoria das categorias, se generaliza no coproduto.